# ZONA
조나(영어: JONA)는 대한민국의 4인조 다국적 걸그룹이다. 미스틱 스토리 소속으로, 2023년에 데뷔했다.